# San Silvestre de Artica
La San Silvestre de Artica (Oficialmente y por motivos solidarios San Silvestre Artica "Ayudamos a Nerea"), es una competición atlética celebrada anualmente desde 2013 en la localidad navarra de Artica.
Junto con la San Silvestre de Pamplona, la San Silvestre de Tudela y la San Silvestre de Lerín, es una de las carreras en honor de san Silvestre más importantes en la Comunidad Foral de Navarra.

## Características

### Fecha de celebración
A diferencia de la mayoría de competiciones atléticas de San Silvestre, ésta se celebra el último domingo del año.

### Recorrido
El recorrido transcurre por las calles de la localidad y tiene una distancia de 5,3 kilómetros para la categoría adulta.

### Participación
La carrera llega a acoger alrededor de los 800 de participantes entre adultos y menores.

### Coste de inscripción
El dorsal tiene un precio de 7 euros para adultos y de 2 para los menores.